# Loch Carrie
Loch Carrie är en sjö i Storbritannien.   Den ligger i kommunen Highland och riksdelen Skottland, i den norra delen av landet, 700 km nordväst om huvudstaden London. Loch Carrie ligger 339 meter över havet.  I omgivningarna runt Loch Carrie växer i huvudsak blandskog.